# Daniel Evans
Daniel Evans (Birmingham, 23 mei 1990) is een Britse tennisspeler. Hij heeft één ATP-toernooi gewonnen in het enkelspel en stond twee keer in een ATP-finale in het dubbelspel. Ook deed hij al mee aan Grand Slams. Hij heeft vier challengers in het enkelspel op zijn naam staan. Nadat Evans in april 2017 positief had getest op cocaïne, werd hij voor één jaar geschorst.

## Palmares
| Legenda                       | Legenda               |
| ----------------------------- | --------------------- |
| Grand Slam                    |                       |
| Olympische Spelen             |                       |
| tot 2009                      | vanaf 2009            |
| Tennis Masters Cup            | ATP Finals            |
| ATP Masters Series            | ATP Tour Masters 1000 |
| ATP International Series Gold | ATP Tour 500          |
| ATP International Series      | ATP Tour 250          |

### Enkelspel
| Nr.                  | Datum            | Toernooi         | Ondergrond    | Tegenstander in finale | Score            | Details |
| -------------------- | ---------------- | ---------------- | ------------- | ---------------------- | ---------------- | ------- |
| Gewonnen finales     |                  |                  |               |                        |                  |         |
| 1.                   | 7 februari 2021  | ATP Melbourne 2  | Hardcourt     | Félix Auger-Aliassime  | 6-2, 6-3         | Details |
| 2.                   | 6 augustus 2023  | ATP Washington   | Hardcourt     | Tallon Griekspoor      | 7–5, 6–3         | Details |
| Verloren finales     |                  |                  |               |                        |                  |         |
| 1.                   | 14 januari 2017  | ATP Sydney       | Hardcourt     | Gilles Müller          | 6-7(5), 2-6      | Details |
| 2.                   | 24 februari 2019 | ATP Delray Beach | Hardcourt     | Radu Albot             | 6-3, 3-6, 6-7(7) | Details |
| Gewonnen challengers |                  |                  |               |                        |                  |         |
| 1.                   | 23 maart 2009    | Jersey           | Hardcourt (I) | Jan Minář              | 6-3, 6-2         |         |
| 2.                   | 15 november 2015 | Knoxville        | Hardcourt (I) | Frances Tiafoe         | 5-7, 6-1, 6-3    |         |
| 3.                   | 20 maart 2016    | Drummondville    | Hardcourt (I) | Edward Corrie          | 6-3, 6-4         |         |
| 4.                   | 1 mei 2016       | Taipei           | Tapijt (I)    | Konstantin Kravtsjoek  | 3-6, 6-4, 6-4    |         |

### Dubbelspel
| Nr.                          | Datum            | Toernooi             | Ondergrond | Partner      | Tegenstanders in finale     | Score            | Details |
| ---------------------------- | ---------------- | -------------------- | ---------- | ------------ | --------------------------- | ---------------- | ------- |
| Verloren finales herendubbel |                  |                      |            |              |                             |                  |         |
| 1.                           | 3 april 2021     | ATP Miami            | Hardcourt  | Neal Skupski | Nikola Mektić Mate Pavić    | 4-6, 4-6         | Details |
| 2.                           | 18 april 2021    | ATP Monte Carlo      | Gravel     | Neal Skupski | Nikola Mektić Mate Pavić    | 3-6, 6-4, [7-10] | Details |
| 3.                           | 14 augustus 2022 | ATP Montreal/Toronto | Hardcourt  | John Peers   | Wesley Koolhof Neal Skupski | 2-6, 6-4, [6-10] | Details |

## Resultaten grote toernooien
| Legenda | Legenda                          |
| ------- | -------------------------------- |
| g.t.    | geen toernooi gehouden           |
| l.c.    | lagere categorie                 |
| –       | niet deelgenomen                 |
| G       | uitgeschakeld in de groepsfase   |
| 1R      | uitgeschakeld in de eerste ronde |
| 2R      | uitgeschakeld in de tweede ronde |
| 3R      | uitgeschakeld in de derde ronde  |
| 4R      | uitgeschakeld in de vierde ronde |
| KF      | uitgeschakeld in de kwartfinale  |
| HF      | uitgeschakeld in de halve finale |
| F       | de finale verloren               |
| W       | het toernooi gewonnen            |
| w-v     | winst/verlies-balans             |

### Enkelspel
| toernooi             | 2009 | 2010 | 2011 | 2012 | 2013 | 2014 | 2015 | 2016 | 2017 | 2019 | 2020 | 2021 | 2022 | 2023 |
| -------------------- | ---- | ---- | ---- | ---- | ---- | ---- | ---- | ---- | ---- | ---- | ---- | ---- | ---- | ---- |
| grandslamtoernooien  |      |      |      |      |      |      |      |      |      |      |      |      |      |      |
| Australian Open      | –    | –    | –    | –    | –    | –    | –    | 1R   | 4R   | 2R   | 2R   | 1R   | 3R   | 3R   |
| Roland Garros        | –    | –    | –    | –    | –    | –    | –    | –    | 1R   | 1R   | 1R   | 1R   | 2R   | 1R   |
| Wimbledon            | 1R   | –    | 1R   | –    | –    | 1R   | –    | 3R   | –    | 3R   | g.t. | 3R   | 1R   | 1R   |
| US Open              | –    | –    | –    | –    | 3R   | –    | –    | 3R   | –    | 3R   | 2R   | 4R   | 3R   |      |
| ATP Masters 1000     |      |      |      |      |      |      |      |      |      |      |      |      |      |      |
| Indian Wells         | –    | –    | –    | –    | –    | –    | –    | –    | 2R   | 1R   | g.t. | 3R   | 3R   | 2R   |
| Miami                | –    | –    | –    | –    | –    | –    | –    | –    | 1R   | 2R   | g.t. | 2R   | 2R   | 2R   |
| Monte Carlo          | –    | –    | –    | –    | –    | –    | –    | –    | 1R   | –    | g.t. | HF   | 2R   | 1R   |
| Madrid               | –    | –    | –    | –    | –    | –    | –    | –    | 1R   | –    | g.t. | 3R   | 3R   | 2R   |
| Rome                 | –    | –    | –    | –    | –    | –    | –    | –    | 1R   | 1R   | 1R   | 1R   | 1R   | 2R   |
| Montreal/Toronto     | –    | –    | –    | –    | –    | –    | –    | –    | –    | 2R   | g.t. | 1R   | HF   | 1R   |
| Cincinnati           | –    | –    | –    | –    | –    | –    | –    | –    | –    | –    | 2R   | 1R   | 1R   | 1R   |
| Shanghai             | –    | –    | –    | –    | –    | –    | –    | –    | –    | –    | g.t. | g.t. | g.t. |      |
| Parijs               | –    | –    | –    | –    | –    | –    | –    | –    | –    | –    | 1R   | 1R   | 2R   |      |
| olympisch            |      |      |      |      |      |      |      |      |      |      |      |      |      |      |
| Olympische Spelen    | g.t. | g.t. | g.t. | –    | g.t. | g.t. | g.t. | –    | g.t. | g.t. | g.t. | –    | g.t. | g.t. |
| statistieken         |      |      |      |      |      |      |      |      |      |      |      |      |      |      |
| totaal aantal titels | 0    | 0    | 0    | 0    | 0    | 0    | 0    | 0    | 0    | 0    | 0    | 1    | 0    | 1    |
| eindejaarsranking    | 261  | 363  | 342  | 297  | 150  | 305  | 183  | 66   | 133  | 42   | 32   | 25   | 27   |      |

### Dubbelspel
| grandslamtoernooien  |      |      |     |      |      |      |      |      |      |
| Australian Open      | –    | –    | –   | –    | –    | 1R   | 2R   | –    | –    |
| Roland Garros        | –    | –    | –   | –    | 2R   | 2R   | –    | –    | –    |
| Wimbledon            | 1R   | –    | 1R  | –    | 1R   | g.t. | –    | –    | –    |
| US Open              | –    | –    | 3R  | –    | 2R   | –    | 1R   | –    |      |
| ATP Masters 1000     |      |      |     |      |      |      |      |      |      |
| Indian Wells         | –    | –    | –   | 2R   | –    | g.t. | 1R   | 1R   | 2R   |
| Miami                | –    | –    | –   | –    | –    | g.t. | F    | –    | –    |
| Monte Carlo          | –    | –    | –   | –    | –    | g.t. | F    | 2R   | 1R   |
| Madrid               | –    | –    | –   | –    | –    | g.t. | 1R   | –    | 1R   |
| Rome                 | –    | –    | –   | –    | –    | 1R   | 1R   | –    | 2R   |
| Montreal/Toronto     | –    | –    | –   | –    | –    | g.t. | 2R   | F    | –    |
| Cincinnati           | –    | –    | –   | –    | –    | 2R   | 1R   | 1R   | 1R   |
| Shanghai             | –    | –    | –   | –    | –    | g.t. | g.t. | g.t. |      |
| Parijs               | –    | –    | –   | –    | –    | –    | 2R   | 2R   |      |
| olympisch            |      |      |     |      |      |      |      |      |      |
| Olympische Spelen    | g.t. | g.t. | –   | g.t. | g.t. | g.t. | –    | g.t. | g.t. |
| statistieken         |      |      |     |      |      |      |      |      |      |
| totaal aantal titels | 0    | 0    | 0   | 0    | 0    | 0    | 0    | 0    | 0    |
| eindejaarsranking    | 1280 | 1041 | 277 | 315  | 149  | 148  | 59   | 74   |      |